# Cameo (gruppo musicale)
I Cameo sono un gruppo musicale statunitense formatosi a New York nei primi anni settanta.
La loro musica è caratterizzata essenzialmente da elementi di soul, funk e R&B.

## Storia
Il gruppo è stato fondato da Larry Blackmon con il nome The New York City Players, successivamente cambiato in Cameo per evitare contenziosi con gli Ohio Players. Hanno iniziato a praticare fin dal principio la musica funk, ma era evidente  anche la propensione per la disco music. I loro primi album Cardiac Arrest, Ugly Ego, We All Know Who We Are e Secret Omen contengono infatti brani dance come Rigor Mortis, I Just Want to Be e Find My Way.
Nel 1980 hanno pubblicato l'album Cameosis, supportato dal singolo Shake Your Pants. I due album successivi, Knights of the Sound Table (1981) e Alligator Woman (1982), confermano lo stile eclettico della band. Nel corso del 1982 la formazione del gruppo subì diverse modifiche, diventando un quartetto formato da Blackmon, Tomi Jenkins, Nathan Leftenant e Charles Singleton. Nel 1983 fu pubblicato Style, mentre il disco successivo, She's Strange, ha ottenuto successo grazie al brano Talkin' Out the Side of Your Neck, che scalò le classifiche pop. Nel 1985 Single Life ha ottenuto un discreto successo, mentre maggior fortuna ebbe Word Up!, pubblicato nel 1986, da cui fu estratto l'omonimo singolo. Il penultimo album della band, In the Face of Funk, risale al 1994 mentre l'ultimo, Sexy Sweet Thing, ha visto la luce nel 2000.
Dagli anni duemila l'attività discografica si è diradata, e il gruppo si è limitato alla pubblicazione di raccolte e album dal vivo. Nel 2001 hanno collaborato con Mariah Carey per la realizzazione del brano Loverboy; tratto come singolo dall'album Glitter, colonna sonora dell'omonimo album, la canzone era realizzata su un campionamento del loro brano Candy del 1986.

## Discografia

### Album in studio
- 1975 – Cardiac Arrest
- 1978 – We All Know Who We Are
- 1978 – Ugly Ego
- 1979 – Secret Omen
- 1980 – Cameosis
- 1980 – Feel Me
- 1981 – Knights of the Sound Table
- 1982 – Alligator
- 1983 – Style
- 1984 – She's Strange
- 1985 – Single Life
- 1986 – Word Up!
- 1988 – Machismo
- 1990 – Real Men... Wear Black
- 1991 – Emotional Violence
- 1994 – In the Face of Funk
- 2000 – Sexy Sweet Thing Sexy Thing Sweet
- 2018 – Fresh Takes

### Album dal vivo
- 1996 – Nasty
- 1998 – Live: Word Up
- 2003 – Original Artist Hit List
- 2007 – Nasty, Live & Funky
- 2007 – Word Up! Greatest Hits - Live
- 2007 – Keep It Hot

### Raccolte
- 1992 – Shake Your Pants
- 1993 – The Best of Cameo
- 1996 – The Best of Cameo, Volume 2
- 1998 – Best of Cameo
- 1998 – The Ballads Collection
- 1998 – Greatest Hits
- 1999 – 12" Collection and More
- 2000 – The Hits Collection
- 2003 – Classic Cameo
- 2005 – Gold
- 2006 – The Definitive Collection

### Singoli
Come artisti principali
- 1975 – Find My Way
- 1977 – Rigor Mortis
- 1977 – Post Mortem
- 1977 – Funk Funk
- 1978 – It's Serious
- 1978 – It's Over
- 1978 – Insane
- 1979 – Give Love a Chance
- 1979 – I Just Want to Be
- 1979 – Sparkle
- 1980 – We're Going Out Tonight
- 1980 – Shake Your Pants
- 1980 – Keep It Hot
- 1981 – Feel Me
- 1981 – Freaky Dancin
- 1981 – I Like It
- 1982 – Just Be Yourself
- 1982 – Flirt
- 1982 – Alligator Woman
- 1983 – Style
- 1983 – Slow Movin
- 1984 – She's Strange
- 1984 – Talkin' Out the Side of Your Neck
- 1984 – Hangin' Downtown
- 1985 – Attack Me with Your Love
- 1985 – A Good-Bye
- 1985 – She's Strange (Cameo megamix)
- 1986 – Word Up!
- 1986 – Candy
- 1987 – Back and Forth
- 1987 – She's Mine
- 1988 – You Make Me Work
- 1988 – Skin I'm In
- 1989 – Pretty Girls
- 1990 – I Want It Now
- 1990 – Close Quarters
- 1992 – Emotional Violence
- 1992 – That Kind of Guy
- 1992 – Money
- 1994 – Slyde
- 1995 – You Are My Love
- 2019 – El passo

Come artisti ospiti
- 2001 – Loverboy (Mariah Carey feat. Cameo)